# Kwando
Kwando popř. Cuando (anglicky Cuando River, portugalsky Rio Cuando) je řeka v Africe. Protéká Zambií, Angolou, Namibií a Botswanou. Částečně také tvoří státní hranici mezi Namibií a Botswanou. Na dolním toku se nazývá Linyanti a pod tímto názvem je pravým přítokem Zambezi. Je 800 km dlouhá.

## Průběh toku
Pramení na planině Bie. Teče v korytě s množstvím peřejí přes savany porostlé lesy. Na dolním toku protéká bažinatou rovinou a zprava občas přijímá jedno z ramen řeky Okavango.

## Vodní režim
Největší průtok má v období dešťů od října do listopadu.